# Zoolea major
Zoolea major är en bönsyrseart som beskrevs av Giglio-tos 1914. Zoolea major ingår i släktet Zoolea och familjen Mantidae. Inga underarter finns listade i Catalogue of Life.